# بطولة العالم للدراجات على المضمار 1946
بطولة العالم للدراجات على المضمار 1946 هي الدورة ال43 من بطولة العالم للدراجات على المضمار، أجريت في زيورخ، سويسرا.

## النتائج النهائية
| المسابقة                              | ذهبية                 | فضية                      | برونزية                  |
| ------------------------------------- | --------------------- | ------------------------- | ------------------------ |
| السرعة الفردية                        | Jan Derksen (NED)     | Georges Senfftleben (FRA) | آري فان فليت (NED)       |
| سباق المطاردة الفردية                 | جيرارد بيترز (هولندا) | روجر بيل ‏ (فرنسا)         | آرنه بيديرسين (الدنمارك) |
| سباق مطاردة الدراجة النارية للمحترفين | Elia Frosio (ITA)     | جاك بيسون (دراج) (SUI)    | لويس شايو (FRA)          |